# Unidad Especial de Intervención (Costa Rica)
La Unidad Especial de Intervención (UEI) es una unidad de fuerzas especiales del Ministerio de la Presidencia. La unidad policial está bajo la jurisdicción del Ministerio de la presidencia de Costa Rica.

## Historia

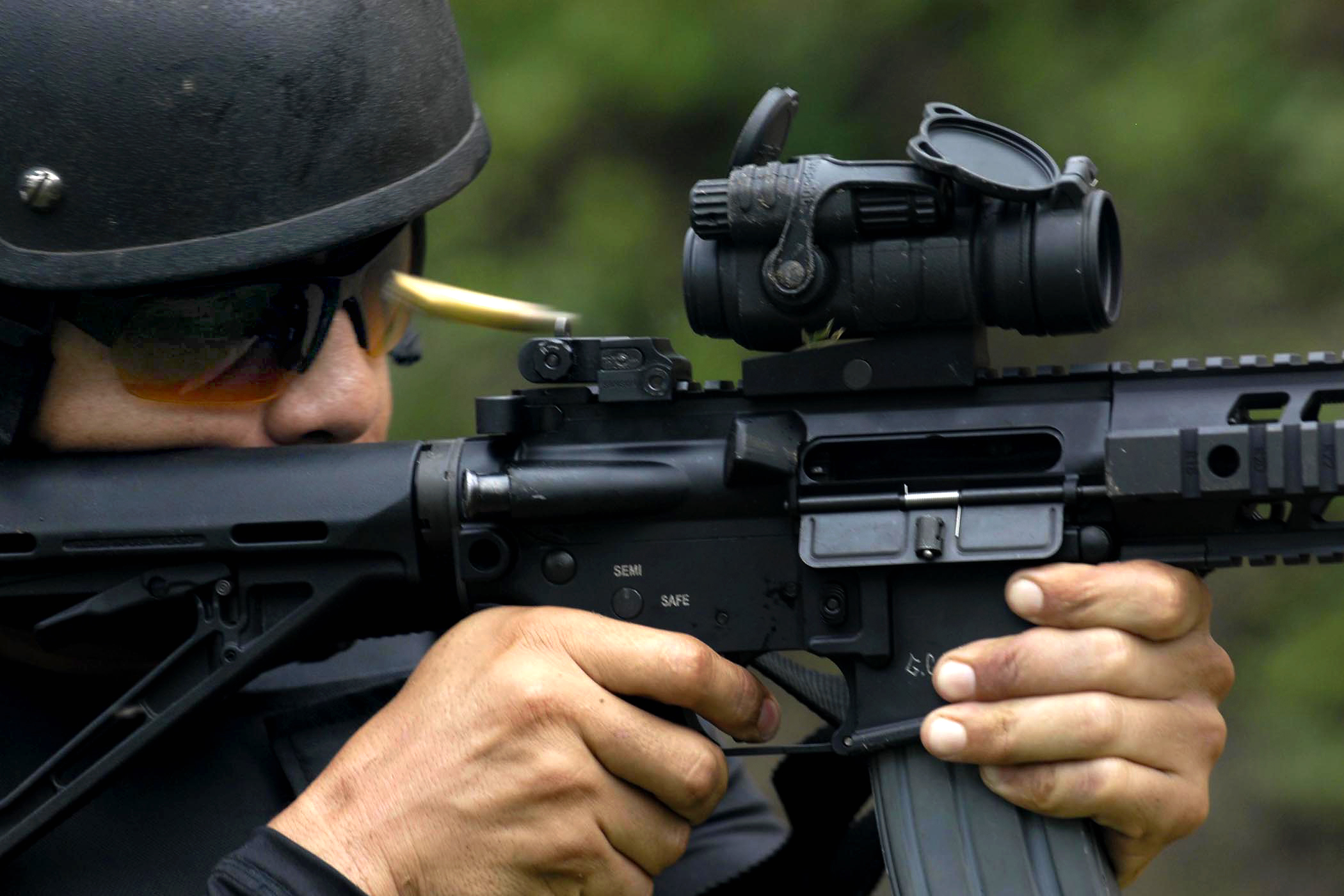
Un comando miembro de la Unidad Especial de Intervención de Costa Rica.

La Unidad Especial de Intervención es una unidad policial especial de la Dirección de Inteligencia y Seguridad Nacional de Costa Rica y fue fundada en 1982. La unidad ahora cuenta con 70 miembros y está fuertemente armada y bien entrenada. La unidad se utiliza para protección VIP, rescate de rehenes y contra delincuentes fuertemente armados. La UEI utiliza equipos de ataque de once personas, que se dividen en subequipos de tres personas. La unidad tiene su sede en San José y fue entrenada por equipos de Panamá, Israel, Argentina y España. La UEI realiza tareas policiales. Costa Rica abolió su ejército en 1948. A principios de los años 1980, la situación en Costa Rica se complicó debido a las actividades de los contras nicaragüenses. En diciembre de 1980, militantes de la Contra dispararon contra una estación de radio de izquierda política situada en San José, después de lo cual las autoridades costarricenses arrestaron a ocho participantes en el ataque a la estación de radio. El 28 de octubre de 1981, un grupo de cinco contras armados con armas de fuego secuestraron una aeronave de la aerolínea costarricense SANSA y exigieron la liberación de ocho participantes previamente arrestados en el ataque a una estación de radio en San José. Después de que el avión fuera bloqueado por la policía costarricense, dijeron que dispararían a los rehenes si no se cumplían sus condiciones. Como resultado, las autoridades del país se vieron obligadas a cumplir con sus demandas, después de que siete prisioneros fueron canjeados por rehenes, el 30 de octubre de 1981 volaron a El Salvador, donde obligaron a los pilotos a aterrizar en una pista cerca de la ciudad de San Miguel y abandonaron el avión. En 1982, se inició la creación de una fuerza de reacción rápida, contando para ello con la ayuda de asesores militares estadounidenses. Todo ello en el marco del programa de asistencia militar de Estados Unidos. La unidad ha recibido armas automáticas modernas (subfusiles MP5, fusiles de asalto M16, lanzagranadas M203, ametralladoras M60, equipos y radios portátiles. Algunas armas y equipos fueron adquiridas en otros países del Mundo. En 1986, se creó un grupo de desactivación de minas dentro de la unidad. En 1987, se creó un grupo de francotiradores como parte del destacamento. El 10 de marzo de 2005, durante un operativo para liberar a un rehén, fue asesinado un miembro integrante de la unidad, el agente de policía Óscar Gerardo Quesada Fallas. La ubicación permanente del destacamento está en la capital, en la ciudad de San José, pero el personal participa en operaciones policiales en todo el país.

## Armamento
En las décadas de 1980 y 1990, la unidad recibió una serie de armas pequeñas incautadas a la Contra nicaragüense, que de alguna manera llegaron a Costa Rica, concretamente eran fusiles de asalto AKM y fusiles de francotirador SVD Dragunov. En el año 2000, la unidad estaba armada con pistolas, subfusiles MP-5 y Uzi, fusiles de asalto M-16, Galil y T-65, así como fusiles de francotirador, lanzagranadas y ametralladoras. En agosto de 2015, las armas principales del escuadrón eran las pistolas semiautomáticas "Browning", los subfusiles Uzi y las carabinas M-4.

### Cascos
| Nombre      | Imagen | Origen         | Tipo             |
| Cascos      | Cascos | Cascos         | Cascos           |
| ----------- | ------ | -------------- | ---------------- |
| Casco PASGT |        | Estados Unidos | Casco de combate |

### Revólveres
| Nombre                   | Imagen | Origen         | Tipo     | Munición                        | Fabricante     |
| ------------------------ | ------ | -------------- | -------- | ------------------------------- | -------------- |
| Smith & Wesson Modelo 10 |        | Estados Unidos | Revólver | .38 Long Colt.38 Special.38 S&W | Smith & Wesson |

### Pistolas semiautomáticas
| Nombre                    | Imagen | Origen         | Tipo                   | Munición                                       | Fabricante                   |
| ------------------------- | ------ | -------------- | ---------------------- | ---------------------------------------------- | ---------------------------- |
| M1911                     |        | Estados Unidos | Pistola semiautomática | .45 ACP                                        | Colt's Manufacturing Company |
| Beretta M9                |        | Italia         | Pistola semiautomática | 9 × 19 mm Parabellum                           | Beretta                      |
| Beretta 92                |        | Italia         | Pistola semiautomática | 9 × 19 mm Parabellum                           | Beretta                      |
| Taurus FS 92              |        | Brasil         | Pistola semiautomática | 9 × 19 mm Parabellum                           | Taurus Armas                 |
| Glock 17                  |        | Austria        | Pistola semiautomática | 9 × 19 mm Parabellum                           | Glock Ges.m.b.H.             |
| SIG Sauer P226            |        | Suiza          | Pistola semiautomática | 9 x 19 Parabellum.40 S&W.357 SIG.22 Long Rifle | SIG Sauer                    |
| Smith & Wesson Model 5906 |        | Estados Unidos | Pistola semiautomática | 9 x 19 Parabellum                              | Smith & Wesson               |
| IMI/IWI Jericho 941       |        | Israel         | Pistola semiautomática | 9×19mm Parabellum.40 S&W.45 ACP                | Israel Weapon Industries     |

### Escopetas
| Nombre     | Imagen | Origen | Tipo                    | Munición   | Fabricante   |
| ---------- | ------ | ------ | ----------------------- | ---------- | ------------ |
| Benelli M4 |        | Italia | Escopeta semiautomática | Calibre 12 | Benelli Armi |

### Subfusiles
| Nombre             | Imagen | Origen         | Tipo     | Munición                    | Fabricante                   |
| ------------------ | ------ | -------------- | -------- | --------------------------- | ---------------------------- |
| Subfusil Thompson  |        | Estados Unidos | Subfusil | .45 ACP9 × 19 mm Parabellum | Colt's Manufacturing Company |
| Beretta Modelo 38  |        | Italia         | Subfusil | 9×19mm Parabellum           | Beretta                      |
| Subfusil M3        |        | Estados Unidos | Subfusil | .45 ACP9 × 19 mm Parabellum | General Motors               |
| Uzi                |        | Israel         | Subfusil | 9×19mm Parabellum           | Israel Weapon Industries     |
| Beretta M12        |        | Italia         | Subfusil | 9×19mm Parabellum           | Beretta                      |
| Heckler & Koch MP5 |        | Alemania       | Subfusil | 9×19mm Parabellum           | Heckler & Koch               |

### Fusiles de asalto
| Nombre           | Imagen | Origen          | Tipo                    | Munición                        | Fabricante                                       |
| ---------------- | ------ | --------------- | ----------------------- | ------------------------------- | ------------------------------------------------ |
| M16              |        | Estados Unidos  | Fusil de asalto         | 5,56 × 45 mm OTAN               | Colt's Manufacturing Company                     |
| M4               |        | Estados Unidos  | Fusil de asaltoCarabina | 5,56 × 45 mm OTAN               | Colt's Manufacturing Company                     |
| SIG SG 550       |        | Suiza           | Fusil de asalto         | 5,56 × 45 mm OTAN               | Schweizerische Industrie Gesellschaft            |
| IMI Galil        |        | Israel          | Fusil de asalto         | 5.56 × 45 mm OTAN7.62×51mm OTAN | IMI Systems                                      |
| IWI Tavor TAR-21 |        | Israel          | Fusil de asaltoBullpup  | 5,56 × 45 mm OTAN               | Israel Weapon Industries                         |
| Steyr AUG        |        | Austria         | Fusil de asaltoBullpup  | 5,56 × 45 mm OTAN               | Steyr Arms                                       |
| T65              |        | Taiwán          | Fusil de asalto         | 5,56 × 45 mm OTAN               | Comando Logístico Conjunto                       |
| AKM              |        | Unión Soviética | Fusil de asalto         | 7,62 × 39 mm                    | Fábrica de construcción de maquinaria de Izhevsk |

### Fusiles de combate
| Nombre    | Imagen | Origen         | Tipo             | Munición          | Fabricante         |
| --------- | ------ | -------------- | ---------------- | ----------------- | ------------------ |
| FN FAL    |        | Bélgica        | Fusil de combate | 7,62 × 51 mm OTAN | FN Herstal         |
| Fusil M14 |        | Estados Unidos | Fusil de combate | 7,62 × 51 mm OTAN | Springfield Armory |

### Ametralladoras
| Nombre                       | Imagen | Origen         | Tipo                                 | Munición          | Fabricante               |
| ---------------------------- | ------ | -------------- | ------------------------------------ | ----------------- | ------------------------ |
| Fusil automático Browning    |        | Estados Unidos | Ametralladora ligeraFusil automático | .303 British      | Browning Arms Company    |
| IMI Negev                    |        | Israel         | Ametralladora ligera                 | 5,56 × 45 mm OTAN | Israel Weapon Industries |
| Ametralladora M60            |        | Estados Unidos | Ametralladora de propósito general   | 7,62 × 51 mm OTAN | General Dynamics         |
| Ametralladora Browning M1919 |        | Estados Unidos | Ametralladora media                  | 7,62 × 51 mm OTAN | Browning Arms Company    |
| Browning M2                  |        | Estados Unidos | Ametralladora pesada                 | 12,7 × 99 mm OTAN | General Dynamics         |

### Fusiles de francotirador
| Nombre            | Imagen | Origen         | Tipo                   | Mecanismo            | Munición           | Fabricante              |
| ----------------- | ------ | -------------- | ---------------------- | -------------------- | ------------------ | ----------------------- |
| Springfield M1903 |        | Estados Unidos | Fusil de francotirador | Fusil de cerrojo     | .30-06 Springfield | Springfield Armory      |
| M24 SWS           |        | Estados Unidos | Fusil de francotirador | Fusil de cerrojo     | 7,62 x 51mm OTAN   | Remington Arms          |
| Remington 700     |        | Estados Unidos | Fusil de francotirador | Fusil de cerrojo     | .308 Winchester    | Remington Arms          |
| SVD               |        | Rusia          | Fusil de francotirador | Fusil semiautomático | 7,62 × 54 mm R     | Corporación Kalashnikov |

### Lanzagranadas
| Nombre   | Imagen | Origen         | Tipo                   | Munición         | Fabricante                   |
| -------- | ------ | -------------- | ---------------------- | ---------------- | ---------------------------- |
| Colt M79 |        | Estados Unidos | Lanzagranadas          | Granada de 40 mm | Colt's Manufacturing Company |
| M203     |        | Estados Unidos | Lanzagranadas acoplado | Granada de 40 mm | Colt's Manufacturing Company |